# Kampsportsdelegationen
Kampsportsdelegationen finns hos Länsstyrelsen i Örebro och prövar ärenden om tillstånd att anordna kampsportsmatch i Sverige samt om befrielse från tillståndskravet. Kampsportsdelegationens syfte är att förhindra allvarliga skador i samband med kampsportsmatcher i Sverige. Kampsportsdelegationen är utsett av regeringen  och består 2015 av tre personer; ordförande Hans Göran Åhgren, medicinsk sakkunnig Björn Lindvall och Michael Sjölin sakkunnig i idrott med kunskap om kampsporters regelverk. När det röstas är det majoritetsbeslutet. 

## Externa hänvisningar
- Kampsportsdelegationen - Länsstyrelsen Örebro Län